# Conclave del 1878
Il conclave del 1878 venne convocato a seguito della morte del papa Pio IX, avvenuta a Roma il 7 febbraio dello stesso anno. Si svolse nella Cappella Sistina dal 19 al 20 febbraio, e, dopo tre scrutini, venne eletto papa il cardinale camerlengo Vincenzo Gioacchino Pecci, che assunse il nome di Leone XIII. L'elezione venne annunciata dal cardinale protodiacono Prospero Caterini.

## I problemi da affrontare
Il papato di Pio IX, per la durata e per gli avvenimenti epocali che lo contraddistinsero, rappresentò una svolta epocale per la Chiesa, che non era più quella, oramai appartenente a un contesto politico scomparso per sempre, che nel 1846 portò all'elezione di Mastai Ferretti. Il Collegio Cardinalizio si era finalmente aperto al mondo, con la prima nomina dagli Stati Uniti e in generale con un cospicuo aumento di porporati da più nazioni europee, diventando un consesso davvero internazionale, seppur con una ancor sempre preponderante presenza dell'elemento italiano.
I cardinali si trovarono a dover sciogliere parecchi problemi. Primo di tutti il dubbio se eleggere un papa che continuasse la linea di chiusura adottata da Pio IX, il quale rifiutò di riconoscere il neonato Regno d'Italia e non accettò la legge delle guarentigie, oppure se scegliere un papa più liberale affinché potesse lavorare in favore della riconciliazione nazionale. Fra le altre questioni si segnalano anche lo stato del Concilio Vaticano I, interrotto dopo la presa di Roma, e le divisioni interne della Chiesa a seguito della proclamazione del dogma dell'infallibilità papale.
Alcuni cardinali, come l'arcivescovo di Westminster Henry Edward Manning, proposero di svolgere il conclave fuori da Roma, forse anche fuori dall'Italia, considerata non più cattolica dopo la caduta dello Stato Pontificio. Alla fine, però, il conclave - grazie al negoziato condotto da Pasquale Stanislao Mancini col cardinal Pecci - venne convocato nella Cappella Sistina in Vaticano il 18 febbraio 1878. Nessuna potenza europea si avvalse dello ius exclusivae.

## Cardinali alla morte di papa Pio IX

### Presenti in conclave
| Nome                                                | Paese                  | Titolo                                                                                            | Ruolo | Nascita    | Concistoro |
| --------------------------------------------------- | ---------------------- | ------------------------------------------------------------------------------------------------- | --- | ---------- | ---------- |
| Luigi Amat di San Filippo e Sorso                   | Italia                 | Cardinale vescovo di Ostia e Velletri, Cardinale presbitero In commendam di San Lorenzo in Damaso | Decano del Sacro Collegio, Vice-Cancelliere di Santa Romana Chiesa, Arciprete della Basilica Liberiana di Santa Maria Maggiore, Prefetto della Congregazione del Cerimoniale | 20/06/1796 | 19/05/1837 |
| Ruggero Luigi Emidio Antici Mattei                  | Italia                 | Cardinale presbitero di San Lorenzo in Panisperna                                                 | Uditore generale della Camera Apostolica | 23/03/1811 | 15/03/1875 |
| Lucien-Louis-Joseph-Napoléon Bonaparte              | Francia                | Cardinale presbitero di Santa Pudenziana                                                          | Protonotario apostolico | 15/11/1828 | 13/03/1868 |
| Antonio Benedetto Antonucci                         | Italia                 | Cardinale presbitero di Santi Silvestro e Martino ai Monti                                        | Arcivescovo di Ancona e Numana | 17/09/1798 | 15/03/1858 |
| Francesco Saverio Apuzzo                            | Italia                 | Cardinale presbitero di Sant'Onofrio                                                              | Arcivescovo di Capua | 06/04/1807 | 12/03/1877 |
| Frédéric de Falloux du Coudray                      | Francia                | Cardinale diacono di Sant'Agata dei Goti                                                          | Reggente della Cancelleria Apostolica | 15/08/1815 | 12/03/1877 |
| Fabio Maria Asquini                                 | Italia                 | Cardinale presbitero dei San Lorenzo in Lucina                                                    | Segretario dei Brevi Apostolici | 14/08/1802 | 22/01/1844 |
| Johann Rudolf Kutschker                             | Impero austro-ungarico | Cardinale presbitero di Sant'Eusebio                                                              | Arcivescovo di Vienna | 11/04/1810 | 22/06/1877 |
| Bartolomeo d'Avanzo                                 | Italia                 | Cardinale presbitero di Santa Susanna                                                             | Vescovo di Teano e Calvi | 03/07/1811 | 03/04/1876 |
| Juan de la Cruz Ignacio Moreno y Maisanove          | Regno di Spagna        | Cardinale presbitero di Santa Maria della Pace                                                    | Arcivescovo metropolita di Toledo, Primate di Spagna | 24/11/1817 | 13/03/1868 |
| Domenico Bartolini                                  | Italia                 | Cardinale presbitero di San Marco                                                                 | Protonotario apostolico emerito | 16/05/1813 | 15/03/1875 |
| Francisco de Paula Benavides y Navarrete O.S.       | Regno di Spagna        | Cardinale presbitero di San Tommaso in Parione                                                    | Patriarca delle Indie Occidentali | 14/05/1810 | 12/03/1877 |
| Giuseppe Berardi                                    | Italia                 | Cardinale presbitero dei Santi Marcellino e Pietro                                                | Segretario emerito della Congregazione per gli affari ecclesiastici straordinari                                                                                             | 28/09/1810 | 13/03/1868 |
| Luigi Maria Bilio C.R.S.P.                          | Italia                 | Cardinale vescovo di Sabina                                                                       | Penitenziere Maggiore | 25/03/1826 | 22/06/1866 |
| Henri-Marie-Gaston Boisnormand de Bonnechose        | Francia                | Cardinale presbitero di San Clemente                                                              | Arcivescovo di Rouen | 30/05/1800 | 11/12/1863 |
| Edoardo Borromeo                                    | Italia                 | Cardinale diacono dei Santi Vito, Modesto e Crescenzia                                            | Arciprete della Basilica di San Pietro in Vaticano, Presidente della Fabbrica di San Pietro                                                                                  | 03/08/1822 | 13/03/1868 |
| Luigi di Canossa                                    | Italia                 | Cardinale presbitero di San Marcello                                                              | Vescovo di Verona | 20/04/1809 | 12/03/1877 |
| Gustav Adolf von Hohenlohe-Schillingsfürst          | Impero tedesco         | Cardinale presbitero di Santa Maria in Traspontina                                                | Elemosiniere di Sua Santità | 26/02/1823 | 22/06/1866 |
| Domenico Carafa della Spina di Traetto              | Italia                 | Cardinale presbitero di Santa Maria degli Angeli                                                  | Arcivescovo di Benevento | 12/07/1805 | 22/07/1844 |
| Prospero Caterini                                   | Italia                 | Cardinale diacono di Santa Maria in Via Lata, Cardinale protodiacono                              | Segretario della Congregazione della Romana e Universale Inquisizione, Prefetto della Sacra Congregazione del Concilio                                                       | 15/10/1795 | 07/03/1853 |
| Louis-Marie-Joseph-Eusèbe Caverot                   | Francia                | Cardinale presbitero di San Silvestro in Capite                                                   | Arcivescovo di Lione, Primate delle Gallie | 26/05/1806 | 12/03/1877 |
| Flavio Chigi                                        | Italia                 | Cardinale presbitero di Santa Maria del Popolo                                                    | Gran priore di Roma del Sovrano Militare Ordine di Malta, Arciprete della Basilica di San Giovanni in Laterano                                                               | 31/05/1810 | 22/12/1873 |
| Friedrich Johannes Jacob Cölestin von Schwarzenberg | Impero austro-ungarico | Cardinale presbitero di Sant'Agostino, Cardinale protopresbitero                                  | Principe-Arcivescovo di Praga, Primate di Boemia | 06/04/1809 | 24/01/1842 |
| Domenico Consolini                                  | Italia                 | Cardinale diacono di Santa Maria in Domnica                                                       | Presidente del Pontificio Seminario Romano dei Santi Apostoli Pietro e Paolo                                                                                                 | 07/06/1806 | 22/06/1866 |
| Victor-Auguste-Isidore Dechamps C.SS.R.             | Belgio                 | Cardinale presbitero di San Bernardo alle Terme Diocleziane                                       | Arcivescovo di Malines | 06/12/1810 | 15/03/1875 |
| François-Auguste-Ferdinand Donnet                   | Francia                | Cardinale presbitero di Santa Maria in Via                                                        | Arcivescovo di Bordeaux | 16/11/1795 | 15/03/1852 |
| Innocenzo Ferrieri                                  | Italia                 | Cardinale presbitero di Santa Cecilia                                                             | Prefetto della Congregazione dei vescovi e regolari, Camerlengo del Collegio Cardinalizio                                                                                    | 14/09/1810 | 13/03/1868 |
| Alessandro Franchi                                  | Italia                 | Cardinale presbitero di Santa Maria in Trastevere                                                 | Cardinale prefetto di Propaganda Fide | 25/06/1819 | 22/12/1873 |
| Johannes Baptiste Franzelin S.J.                    | Impero austro-ungarico | Cardinale presbitero dei Santi Bonifacio e Alessio                                                | Teologo pontificio al Concilio Vaticano I | 15/04/1816 | 03/04/1876 |
| Pietro Gianelli                                     | Italia                 | Cardinale presbitero di Sant'Agnese fuori le mura                                                 | segretario emerito della Congregazione del Concilio | 11/08/1807 | 15/03/1875 |
| Joseph Hippolyte Guibert                            | Francia                | Cardinale presbitero di San Giovanni a Porta Latina                                               | Arcivescovo di Parigi, Primate di Francia | 13/12/1802 | 22/12/1873 |
| Filippo Maria Guidi O.P.                            | Italia                 | Cardinale vescovo di Frascati                                                                     | Prefetto della Congregazione dell'immunità ecclesiastica | 18/07/1815 | 16/03/1863 |
| Mieczysław Halka Ledóchowski                        | Polonia                | Cardinale presbitero di Santa Maria in Ara Coeli                                                  | Arcivescovo di Gniezno-Poznań e Primate di Polonia | 29/10/1822 | 15/03/1875 |
| Antonio Saverio De Luca                             | Italia                 | Cardinale presbitero di Santi Quattro Coronati, Cardinale protopresbitero                         | Prefetto della Sacra Congregazione dell'Indice, Cardinale protettore della Pontificia Accademia Ecclesiastica                                                                | 28/10/1805 | 16/03/1863 |
| Henry Edward Manning                                | Regno Unito            | Cardinale diacono di Santi Cosma e Damiano                                                        | Arcivescovo metropolita di Westminster, Primate d'Inghilterra e Galles | 15/07/1808 | 15/03/1875 |
| Tommaso Maria Martinelli O.E.S.A.                   | Italia                 | Cardinale presbitero di Santa Prisca                                                              | Prefetto della Congregazione dei riti | 04/02/1827 | 22/12/1873 |
| Teodolfo Mertel                                     | Italia                 | Cardinale diacono di Sant'Eustachio                                                               | Prefetto del Supremo tribunale della Segnatura apostolica | 06/02/1806 | 15/03/1858 |
| Josip Mihalović                                     | Croazia                | Cardinale presbitero di San Pancrazio fuori le mura                                               | Arcivescovo metropolita di Zagabria, Primate di Croazia | 16/01/1814 | 22/06/1877 |
| Raffaele Monaco La Valletta                         | Italia                 | Cardinale presbitero di Santa Croce in Gerusalemme                                                | Cardinale vicario di Roma, Abate ordinario di Subiaco | 23/02/1827 | 13/03/1868 |
| Inácio do Nascimento Morais Cardoso                 | Regno del Portogallo   | Cardinale presbitero dei Santi Nereo e Achilleo                                                   | Patriarca di Lisbona, Gran priore per il Portogallo dell'Ordine Equestre del Santo Sepolcro di Gerusalemme                                                                   | 20/12/1811 | 22/12/1873 |
| Vincenzo Moretti                                    | Italia                 | Cardinale presbitero di Santa Sabina                                                              | Arcivescovo di Ravenna, Cardinale vicario di Roma | 14/11/1815 | 28/12/1877 |
| Carlo Luigi Morichini                               | Italia                 | Cardinale vescovo di Albano                                                                       | Arcivescovo emerito di Parigi | 21/11/1805 | 18/03/1852 |
| Edward Henry Howard of Norfolk                      | Regno Unito            | Cardinale vescovo di Sabina                                                                       | Arcivescovo titolare di Neocesarea del Ponto | 13/02/1829 | 12/03/1877 |
| Lorenzo Nina                                        | Italia                 | Cardinale diacono di Sant'Angelo in Pescheria                                                     | Prefetto della Congregazione degli Studi | 12/05/1812 | 12/03/1877 |
| Bartolomeo Pacca il Giovane                         | Italia                 | Cardinale diacono di Santa Maria in Portico Campitelli                                            | Prefetto emerito della Casa Pontificia | 25/02/1817 | 15/03/1875 |
| Manuel García Gil O.P.                              | Regno di Spagna        | Cardinale presbitero di Santo Stefano al Monte Celio                                              | Arcivescovo di Saragozza | 14/03/1802 | 12/03/1877 |
| Antonio Maria Panebianco O.F.M. Conv.               | Italia                 | Cardinale presbitero dei Santi XII Apostoli                                                       | Prefetto emerito della Congregazione per le indulgenze e le sacre reliquie                                                                                                   | 13/08/1808 | 27/09/1861 |
| Lucido Maria Parocchi                               | Italia                 | Cardinale presbitero di San Sisto                                                                 | Arcivescovo di Bologna | 13/08/1833 | 22/06/1877 |
| Miguel Payá y Rico                                  | Regno di Spagna        | Cardinale presbitero di Santi Quirico e Giulitta                                                  | Santiago di Compostela | 20/12/1811 | 12/03/1877 |
| Vincenzo Gioacchino Raffaele Luigi Pecci            | Italia                 | Cardinale presbitero di San Crisogono                                                             | Camerlengo della Chiesa cattolica, Arcivescovo di Perugia, eletto papa | 02/03/1810 | 19/12/1853 |
| János Simor                                         | Impero austro-ungarico | Cardinale presbitero di San Bartolomeo all'Isola                                                  | Arcivescovo metropolita di Esztergom, Primate d'Ungheria | 23/08/1813 | 22/12/1873 |
| Camillo Di Pietro                                   | Italia                 | Cardinale vescovo di Porto e Santa Rufina                                                         | Prefetto emerito del Supremo Tribunale della Segnatura Apostolica | 10/01/1806 | 19/12/1853 |
| Antonio Pellegrini                                  | Italia                 | Cardinale diacono di Santa Maria in Aquiro                                                        | Decano emerito della Camera Apostolica | 11/08/1812 | 28/12/1877 |
| Jean-Baptiste-François Pitra O.S.B.                 | Francia                | Cardinale presbitero di San Callisto                                                              | Bibliotecario e Archivista di Santa Romana Chiesa | 01/08/1812 | 16/03/1863 |
| Lorenzo Ilarione Randi                              | Italia                 | Cardinale diacono di Santa Maria in Cosmedin                                                      | Vice-Camerlengo emerito della Camera Apostolica | 12/07/1818 | 15/03/1875 |
| René-François Régnier                               | Francia                | Cardinale presbitero di Santissima Trinità al Monte Pincio                                        | Arcivescovo di Cambrai | 17/07/1794 | 22/12/1873 |
| Luigi Oreglia di Santo Stefano                      | Italia                 | Cardinale vescovo di Ostia e Velletri                                                             | Prefetto della Congregazione per le indulgenze e le sacre reliquie, Abate commendatario dell'Abbazia dei Santi Vincenzo ed Anastasio alle Tre Fontane                        | 09/07/1828 | 22/12/1873 |
| Carlo Sacconi                                       | Italia                 | Cardinale vescovo di Palestrina                                                                   | Pro-Datario di Santa Romana Chiesa | 09/05/1808 | 27/09/1861 |
| Enea Sbarretti                                      | Italia                 | Cardinale diacono di Santa Maria ad Martyres                                                      | Segretario emerito della Congregazione dei vescovi e regolari | 27/01/1808 | 12/03/1877 |
| Luigi Serafini                                      | Italia                 | Cardinale presbitero di San Girolamo dei Croati                                                   | Vescovo di Viterbo e Tuscania | 06/06/1808 | 12/03/1877 |
| Giovanni Simeoni                                    | Italia                 | Cardinale presbitero di San Pietro in Vincoli                                                     | Cardinale Segretario di Stato di Sua Santità, Prefetto della Casa Pontificia                                                                                                 | 12/07/1816 | 15/03/1875 |

### Assenti in conclave
| Nome                         | Paese       | Titolo                                                       | Ruolo                                                                           | Nascita    | Concistoro |
| ---------------------------- | ----------- | ------------------------------------------------------------ | ------------------------------------------------------------------------------- | ---------- | ---------- |
| Paul Cullen                  | Irlanda     | Cardinale presbitero di San Pietro in Montorio               | Arcivescovo metropolita di Dublino, Primate d'Irlanda, arrivato dopo l'elezione | 29/04/1803 | 22/06/1866 |
| John McCloskey               | Stati Uniti | Cardinale presbitero di Santa Maria sopra Minerva e di Ostia | Arcivescovo metropolita di New York arrivato dopo l'elezione                    | 10/03/1810 | 15/03/1875 |
| Godefroy Brossais-Saint-Marc | Francia     | Cardinale presbitero di Santa Maria della Vittoria           | Arcivescovo metropolita di Rennes assente per motivi di salute                  | 05/02/1803 | 17/09/1875 |

## Le votazioni
L'11 febbraio il conte Andrassy informò il rappresentante austriaco in Vaticano, Graf Paar, che l'imperatore non era favorevole alla candidatura del cardinal Ledochowski e del cardinal Joannes-Baptist Franzelin. Nella sera del 15 avvenne un incontro privato nelle stanze del cardinal Bartolini che includeva i cardinali Manning, Franchi, Bilio, Monaco e Nina. Il nome del cardinale Pecci venne proposto come candidato dal cardinale Bartolini e fu unanimemente accettato dai presenti come prima scelta. Convennero altresì che il prossimo papa avrebbe dovuto essere italiano. Manning accettò di convincere i porporati stranieri a puntare su Pecci, coadiuvato dal cardinale Howard.
Dopo la cerimonia di rito presieduta dal cardinale camerlengo, Vincenzo Gioacchino Pecci, le porte della Cappella Sistina si chiusero nella serata del 18 febbraio, tuttavia il primo scrutinio si tenne verso mezzogiorno del giorno successivo: Pecci ricevette 19 voti seguito a distanza da Bilio con 6. Nel secondo scrutinio Pecci superò la maggioranza dei suffragi con 38 voti ma non i 2/3 necessari per l'elezione. Poco dopo la conclusione della seconda votazione giunse il patriarca di Lisbona, cardinale Inácio do Nascimento Morais Cardoso che fu immediatamente ammesso al conclave. Durante l'intervallo gli oppositori di Pecci si accordarono per supportare il cardinale Franchi, ma nel terzo scrutinio, nella mattinata del 20 febbraio, Pecci ricevette 44 voti e risultò canonicamente eletto.

### Mattino del 19 febbraio, primo scrutinio
| Cardinali                 | Voti |
| ------------------------- | ---- |
| Vincenzo Gioacchino Pecci | 19   |
| Luigi Maria Bilio         | 6    |
| Alessandro Franchi        | 4    |

### Pomeriggio del 19 febbraio, secondo scrutinio
| Cardinali                 | Voti |
| ------------------------- | ---- |
| Vincenzo Gioacchino Pecci | 26   |
| Luigi Maria Bilio         | 7    |
| Alessandro Franchi        | 2    |

### Mattino del 20 febbraio, terzo scrutinio
| Cardinali                 | Voti             |
| ------------------------- | ---------------- |
| Vincenzo Gioacchino Pecci | 44 (eletto papa) |
| Luigi Maria Bilio         | 5                |

Il cardinal Pecci annunciò di voler assumere il nome di Leone in ricordo di papa Leone XII che lo aveva aiutato nei primi anni della sua carriera ecclesiastica e che aveva sempre ammirato per l'interesse dimostrato agli studi, per l'atteggiamento conciliante nei rapporti con i governi e per il suo desiderio di riavvicinamento con i cristiani separati.